# Mario Kart DS
Vous lisez un « bon article » labellisé en 2011.
Mario Kart DS (マリオカートDS, Mario Kāto Dī Esu) est un jeu vidéo de course développé par Nintendo EAD et édité par Nintendo. Le jeu est sorti sur la Nintendo DS en novembre 2005 en Amérique du Nord, en Australie et en Europe et le 8 décembre 2005 au Japon. C'est le cinquième opus de la série Mario Kart et le premier à être jouable via le service de jeu en ligne Nintendo Wi-Fi Connection. Comme d'autres jeux de la série, Mario Kart DS met en scène les principaux personnages de l'univers Super Mario et les oppose les uns contre les autres dans des courses de kart sur des circuits situés dans les différents lieux du Royaume Champignon.
Le jeu a été favorablement accueilli par la critique, avec une moyenne de 91 % sur le site Metacritic. Les graphismes et le gameplay du jeu ont été appréciés tandis que les critiques ont déploré la qualité du mode un joueur, jugé trop répétitif. Mario Kart DS a reçu plusieurs récompenses, parmi lesquelles le prix des éditeurs de GameSpot et IGN, le prix G-Phoria du meilleur jeu vidéo de poche, et de la part d'IGN le prix du meilleur jeu de course et du meilleur jeu de l'année 2005. Aux États-Unis, Mario Kart DS est le jeu le plus vendu lors des deux premiers mois de sa sortie. Il est le troisième jeu le plus vendu de la Nintendo DS avec 23,60 millions d'exemplaires vendus en mars 2019, ce qui fait de lui un succès commercial.

## Univers

### Personnages
Douze personnages sont disponibles dans Mario Kart DS. Huit lorsque le jeu commence, quatre à débloquer et un personnage bonus qui n'apparaît qu'en mode multijoueurs local via le mode téléchargement DS. À chaque personnage correspond une catégorie de poids (léger, moyen et lourd).
Les huit personnages de départ sont Mario, Luigi, Peach, Toad, Yoshi, Wario, Donkey Kong et Bowser. Les quatre personnages à débloquer sont Daisy, Skelerex, Waluigi ainsi que R.O.B., accessoire de la NES. Maskass est disponible en tant que personnage spécifiquement jouable en mode multijoueur via le mode téléchargement DS.
Deux karts de base sont disponibles pour chaque personnage. Un standard, au design classique et aux performances assez neutres, et un second au design plus élaboré et avec des caractéristiques plus marquées. Un troisième kart, aux caractéristiques également marquées, est déblocable pour chaque personnage. Il est possible après un certain avancement dans le jeu de choisir n'importe lequel des trente-six karts proposés. Les véhicules possèdent six caractéristiques qui influencent leur comportement pendant une course. Les valeurs de chaque caractéristique sont matérialisées par des jauges sur l'écran de sélection du kart. Le personnage qui conduit le véhicule modifie ces caractéristiques, ce qui permet des combinaisons « personnage/kart » variées :
- Vitesse : vitesse maximale que peut atteindre le kart.
- Accélération : puissance de l'accélération du kart[N 2].
- Poids : poids total, qui prend en compte la catégorie du personnage.
- Maniabilité : vitesse de rotation du kart dans un virage.
- Dérapages : niveau de capacité à effectuer des virages serrés en dérapage et de plus longues glissades[N 3].
- Objets : chance d'obtenir des objets puissants. Influe aussi sur la durée effective de certains objets.

### Circuits et arènes
Deux catégories de circuits sont présentes dans le jeu. Le « Grand Prix Nitro », divisé en quatre coupes (Champignon, Fleur, Étoile et Spéciale) propose des circuits originaux développés spécifiquement pour le jeu. Le « Grand Prix Rétro », quant à lui, propose une sélection de circuits tirée des épisodes antérieurs de la série Mario Kart, graphiquement retravaillés pour cette version du jeu. Ce dernier grand prix est également divisé en quatre coupes, à savoir les coupes Carapace, Banane, Feuille et Éclair. Chaque coupe est composée de quatre courses, ce qui porte le nombre de circuits total à trente-deux.
| Circuits inédits     | Circuits inédits        | Circuits inédits    | Circuits inédits   |
| Coupe Champignon     | Coupe Fleur             | Coupe Étoile        | Coupe Spéciale     |
| -------------------- | ----------------------- | ------------------- | ------------------ |
| Circuit en 8         | Désert du Soleil        | Alpes DK            | Stade Wario        |
| Cascades Yoshi       | Quartier Delfino        | Horloge Tic-Tac     | Jardin Peach       |
| Plage Cheep Cheep    | Flipper Waluigi         | Circuit Mario       | Château de Bowser  |
| Manoir de Luigi      | Corniche Champignon     | Bateau volant       | Route Arc-en-ciel  |
| Circuits rétros      |                         |                     |                    |
| Coupe Carapace       | Coupe Banane            | Coupe Feuille       | Coupe Éclair       |
| SNES Circuit Mario 1 | SNES Plaine Donut 1     | SNES Plage Koopa 2  | SNES Île Choco 2   |
| N64 Ferme Meuh Meuh  | N64 Route Glagla        | N64 Montagne Choco  | N64 Ponton lugubre |
| GBA Circuit Peach    | GBA Château de Bowser 2 | GBA Circuit Luigi   | GBA Jardin volant  |
| GCN Circuit Luigi    | GCN Parc Baby           | GCN Pont Champignon | GCN Circuit Yoshi  |
| Arènes               |                         |                     |                    |
| Nintendo DS          | Maison de l'Aube        | Feuille de Palmier  | Tarte sucrée       |
|                      | N64 Bloc Fort           | GCN Square Tuyau    |                    |

Enfin, certains circuits et certaines arènes ont été revisités dans des épisodes postérieurs de la série en tant que circuits et arènes « rétros » :
- Dans Mario Kart Wii : l'arène Maison de l'Aube et les circuits Cascades Yoshi, Désert du Soleil, Quartier Delfino et Jardin Peach.
- Dans Mario Kart 7 : l'arène Feuille de Palmier et les circuits Manoir de Luigi, Flipper Waluigi, Alpes DK et Bateau volant.
- Dans Mario Kart 8 : les circuits Plage Cheep Cheep, Horloge Tic-Tac et Stade Wario.
- Dans Mario Kart 8 Deluxe : les circuits Plage Cheep Cheep, Horloge Tic-Tac et Stade Wario, ainsi que Flipper Waluigi, Corniche  Champignon, Circuit Mario et Jardin Peach en contenu additionnel.
- Dans Mario Kart Tour : l'arène Maison de l'Aube et les circuits Manoir de Luigi, Flipper Waluigi, Corniche Champignon, Alpes DK, Circuit Mario, Bateau volant et Jardin Peach.
- Dans Mario Kart World : les circuits Désert du Soleil, Alpes DK et Bateau volant.

### Objets
À l'instar des épisodes de la série, Mario Kart DS n'est pas en reste concernant les objets, qui peuvent renverser le cours d'une course et bouleverser le classement final. En plus de mettre à la disposition du joueur les objets « classiques » de la série, comme la Banane et le Carapace verte, cet épisode en introduit deux nouveaux :
- Le Bill Ball : Le joueur se transforme en Bill Ball et se déplace ainsi plus rapidement et de manière automatique. Il renverse tous les concurrents situés sur son passage.
- Le Bloups : permet de gêner la visibilité des concurrents succédant le joueur qui l'utilise.

## Système de jeu

### Généralités
Mario Kart DS est un jeu de course dans lequel le joueur prend part à une course de karts et affronte sept concurrents issus de l'univers Super Mario. Pendant la course, l'écran supérieur de la Nintendo DS offre une vue à la troisième personne du personnage du joueur tandis que l'écran inférieur affiche son classement actuel, les objets obtenus par ses concurrents, la carte du parcours et le temps par tour. L'écran inférieur peut afficher une vue globale de la course en vue aérienne, ou une vue partielle de la course où apparaissent le personnage du joueur et ses adversaires avec leurs objets, les obstacles présents dans le secteur et les boîtes à objets. Chaque circuit comporte des boîtes à objets que le joueur peut ramasser en passant au travers, ce qui lui permettra d'obtenir un objet choisi au hasard avec lequel le joueur pourra prendre un avantage sur ses adversaires. Certains objets permettent d'attaquer les karts adverses afin de les ralentir tandis que d'autres augmentent la vitesse du véhicule.

### Modes de jeux
Le jeu dispose d'un mode un joueur et d'un mode multijoueur.

#### Modes solo
Mario Kart DS propose cinq modes de jeux : Grand Prix, Contre-la-montre, VS, Bataille et Missions. Dans les modes Grand Prix et VS, le joueur choisit une catégorie parmi quatre types de moteurs : 50 cc, 100 cc, 150 cc et 150 cc miroir. Ces classes déterminent le niveau de difficulté de la course. Plus le moteur est puissant, plus le kart est rapide. La catégorie 150 cc miroir, verrouillée au début du jeu, met en scène des courses de catégorie 150 cc sur des circuits où les pistes sont inversées, comme les reflets des pistes normales vues à travers un miroir.
Dans le mode Grand Prix, le joueur affronte sept adversaires contrôlés par l'ordinateur et concourt dans les différentes coupes du jeu. De bons résultats permettent de débloquer des circuits, des karts ou des personnages. En finissant un circuit, des points sont attribués aux concurrents selon leur ordre d'arrivée. À la fin d'une coupe, un indice est attribué au joueur en fonction du nombre de points accumulé et de son temps total.
Le mode Contre-la-montre permet d'établir des records de temps sur les différents circuits en solo. Le joueur obtient de un à trois champignons selon le paramètre "objets" de son véhicule. Le record du meilleur tour est enregistré pour chaque circuit, de même que le meilleur temps global. Le jeu offre aussi la possibilité de sauvegarder des fantômes des meilleurs temps, qui peuvent être partagés avec des amis via la connexion sans fil DS.
Dans le mode VS, le joueur joue contre d'autres concurrents qui sont dirigés par l'ordinateur. Ce mode peut se jouer en solo ou en équipes, auquel cas les personnages sont répartis en deux groupes, l'un bleu et l'autre rouge.
Le mode Bataille est divisé en deux modes de jeux se déroulant sur des arènes. Le premier est le mode Bataille de ballons, où le but est d'éclater ou de voler les ballons des karts adverses. Le deuxième est le mode Chasseur de soleils et consiste à collecter des soleils. Au fur et à mesure de la partie, les karts ayant récolté le plus petit nombre de soleils sont éliminés.
Dans le mode Missions, le joueur doit accomplir huit missions dans chacun des sept niveaux disponibles. Les objectifs de ces missions sont variés : passer sous des portes numérotées, collecter des pièces, détruire de petits ennemis... La dernière mission de chaque niveau est de battre un boss. Une fois la mission accomplie, une note est attribuée. Cette note peut être sous forme d'étoiles, allant de une à trois, ou sous la forme de lettre, allant de A à E. Lorsque les huit missions sont terminées, une mission contre un boss doit être réalisée pour ouvrir l'accès au niveau suivant. Pour déverrouiller le septième et dernier niveau, le joueur doit terminer les six premiers niveaux et obtenir une note d'au moins une étoile dans chaque mission.

#### Modes multijoueur
Le mode multijoueur est subdivisé en deux modes : le mode VS et le mode Bataille. Il est destiné à la connexion sans fil DS et permet de jouer avec plusieurs ou une seule cartouche de jeu, de deux à huit joueurs (avec ou sans concurrents dirigés par l'ordinateur), via le téléchargement DS.
Le mode VS permet aux joueurs connectés de s'affronter en course sur les circuits. Les équipes peuvent également être utilisées, et les joueurs peuvent sélectionner la leur. Cependant, à moins que tous les joueurs connectés ne possèdent une copie du jeu, le choix des circuits est limité aux deux premières coupes (Coupe Champignon et Coupe Carapace).
Le mode Bataille permet aux joueurs de s'affronter en Bataille de ballons ou en Chasseur de soleils.

## Fonctionnalités en ligne

### Online
Mario Kart DS est le premier jeu de la console à être jouable en ligne grâce au service gratuit Nintendo Wi-Fi Connection permettant ainsi d'affronter des joueurs du monde entier. Jouer en ligne limite cependant à une sélection de 20 circuits contre 32 en multijoueur local, seul ou contre des adversaires humains, quatre joueurs pouvant jouer simultanément dans une même course. Il n'est pas possible de dépasser ce nombre afin d'éviter les risques de ralentissement. Seuls les modes Vs et Bataille sont disponibles en local, et seulement les courses en multijoueur online.
Le 20 mai 2014, Nintendo met fin définitivement à la Nintendo Wi-Fi Connection, entrainant la fin du jeu en ligne.

### Classements en contre-la-montre
Le contre-la-montre est un mode de jeu présent dans tous les Mario Kart. Mario Kart DS n'échappe pas à cette règle. Le but du contre-la-montre est très simple : il suffit de terminer le plus vite possible un circuit. Les temps donnent lieu à des classements par pays (ou mondiaux), qui permettent de déterminer le rang du joueur. Sur certains circuits, un « fantôme » permet de se mesurer à un concurrent sans passer par le mode multijoueur.

## Développement
Mario Kart DS a été produit par Hideki Konno, qui avait aussi travaillé en 2005 sur Nintendogs. Le jeu affiche 60 images par seconde et dispose de personnages et d'environnements en 3D.
À l'occasion de l'E3 2004, Nintendo annonce la première série de jeux destinés à la console portable. Cette liste contient les jeux qui pourraient être présents dans les points de ventes pendant la période de lancement de la console. Dans cette série de sept jeux, quatre reprennent des personnages du monde de Mario dont Mario Kart DS, une nouvelle adaptation du jeu pour cette console. Finalement absent des jeux disponibles au lancement, Mario Kart s'illustre, durant le mois de novembre de l'année 2004, avec une série de trois images du jeu. À cette occasion, quelques informations supplémentaires sont diffusées, comme la précision au sujet de l'utilisation de l'écran du bas : celui-ci servira en effet de radar. Une dizaine de captures d'écran du jeu sont révélées à l'E3 2005 permettent de découvrir un peu plus l'environnement et les graphismes du jeu.
Les annonces pour Mario Kart DS sont relativement peu nombreuses, malgré le fait que ce jeu soit important pour le lancement du service en ligne de la console. Néanmoins, deux mois après la fin de l'E3 2005, les médias spécialisés rapportent que quatre joueurs devraient pouvoir s'affronter dans le mode en ligne, ainsi que quelques autres précisions. Notamment le fait que plusieurs joueurs pourront utiliser le même personnage pendant une course, et que le mode Bataille devrait être disponible pour le jeu en ligne. De nouveaux visuels du jeu sont proposés au public pendant la Games Convention 2005, et le 11 novembre est annoncé comme date de sortie en Europe.
Mario Kart DS est le premier Mario Kart à proposer un mode de jeu en ligne. Konno a fait valoir que, si Mario Kart DS et la série Halo disposaient tous deux de modes de jeu en ligne, la plupart des joueurs qui l'utilisaient dans Halo étaient des hardcore gamers. Avec Mario Kart DS, Konno voulait que tout le monde aille en ligne, ce que la technologie permettait désormais. Poursuivant la tradition d'un nouveau mécanisme de jeu introduit dans chaque Mario Kart, Mario Kart DS est le premier épisode à pouvoir faire s'affronter huit joueurs avec une seule cartouche de jeu. Autre nouveauté de la série, le mode Bataille peut être joué en solo et non plus uniquement en multijoueur. Le titre étant le premier Mario Kart sur Nintendo DS, les développeurs ont voulu tester différents mécanismes utilisant l'écran tactile de la console. Ils ont notamment envisagé l'idée que les joueurs puissent poser leurs objets n'importe où sur le circuit plutôt que seulement derrière leur kart. Cependant, les développeurs ont abandonné cette idée, pensant que le jeu était déjà assez distrayant et qu'il était donc difficile de choisir où placer les objets tout en conduisant.
Au début du mois d'octobre 2005, et contrairement à ce qui avait été annoncé à la Games Convention de Leipzig deux mois auparavant, un léger retard est annoncé pour Mario Kart DS. Nintendo fixe la date du 25 novembre pour la sortie européenne, en même temps que le connecteur Wi-Fi pour jouer en ligne. Toujours au mois d'octobre, Nintendo fait savoir qu'un bundle sera commercialisé le 28 novembre aux États-Unis. Ce package comprend une console Hot Rod Red, le jeu Mario Kart DS et une dragonne assortie.
Le jeu sort le 14 novembre aux États-Unis, avec une fréquentation record des serveurs du jeu pour la première semaine de disponibilité, et le 25 novembre en Europe. Le Japon, exceptionnellement, est le dernier à voir arriver le jeu, le 8 décembre 2005, et de ce fait propose une vidéo de promotion du jeu la veille de sa sortie en Europe. Le jeu est également ressorti sur la console virtuelle de la Wii U le 1er avril 2015 en Europe et le 23 avril 2015 en Amérique du Nord.

### Équipe de développement
- Réalisateur général : Shigeru Miyamoto
- Programmation Wi-Fi : Yukihiko Toi
- Producteur : Hideo Konno
- Réalisateur : Makoto Wada, Yasuyuki Oyagi[14]
- Réalisateur programmation : Katsuhia Shiro
- Design Director : Yoshiki Haruhanna
- UI Design : Emi Tomita
- Effects Design : Sayaka Yono
- Progress Management : Keizo Kato
- Débogage : Yuuki Tanikawa
- Support graphique : Yo Onshini
- Localisation pour Nintendo of America : Bill Trinen
- Coordination avec Nintendo of Europe : Andy Fey[15]

## Accueil

### Critiques
Les critiques de Mario Kart DS sont dans leur quasi-totalité exemptes de points négatifs,,. Les médias saluent un « retour aux sources », avec par exemple la réintroduction du saut d'accélération,, et d'autres disent plus simplement qu'il n'est « pas nécessaire de réexpliquer les bases », tant le jeu suit la lignée de ses prédécesseurs. Également primé, le gameplay est décrit comme étant « conçu pour faire l'unanimité » : les aspirations derrière d'autres véhicules rendent les courses « encore plus stratégiques et vicieuses qu'avant », et l'utilisation des capacités et des particularités de la DS est jugée « judicieuse » – notamment le double-écran et le micro pour gonfler des ballons dans le mode Bataille, même si certaines critiques sont plus mitigées sur cet aspect du jeu. Le mode Wi-Fi est félicité, dont la fluidité des courses est « comparable avec celle du mode solo »,. Le détail des caractéristiques des karts, ainsi que les nouveaux objets, permettent de créer une « ambiance garantie ».
À ces bonnes critiques s'ajoute la durée de vie du jeu importante du fait du multijoueur,, ce qui place Mario Kart DS dans la liste des « bons investissements » pour les possesseurs de la Nintendo DS.
Imaginant difficilement comment Nintendo pourrait faire un meilleur Mario Kart que celui-ci, IGN loue le gameplay de Mario Kart DS et son addictivité. GameSpot juge que le jeu marquait « un grand pas en avant » pour la série, notamment en raison du mode en ligne. La presse francophone se montre également très élogieuse. Gamekult salue « un gameplay exceptionnel, une réalisation de haute volée » et attribue à cette « démonstration magistrale de savoir-faire » la note de 9/10, accordée à seulement trois autres jeux sur Nintendo DS, aucun 10/10 n'ayant été donné,. Même constat pour Jeuxvideo.com, qui loue le gameplay « d'une efficacité monstrueuse » ainsi que « l'option Wi-Fi qui permet de saisir tout le potentiel du titre en multijoueur ». À l'inverse, le site web Nintendophiles est déçu par le mode solo « assez répétitif » et par les personnages contrôlés par ordinateur.

### Ventes
Mario Kart DS est un grand succès commercial et connaît un départ fulgurant. En une semaine, il s’écoule à 219 391 exemplaires au Japon, soit la deuxième meilleure vente sur cette période, et à 112 000 aux États-Unis,. Sur ce territoire, il est la cinquième puis sixième meilleure vente toutes consoles confondues pendant trois mois consécutifs,,.
En dépit de sa date de sortie tardive, il est le dixième jeu le plus vendu au Japon en 2005 selon les données de Media Create publiées par Famitsu.
En janvier 2006, soit sept semaines après sa sortie, Nintendo annonce avoir vendu un million d’exemplaires aux États-Unis, et 800 000 en Europe,. Le même mois, il dépasse le million d'exemplaires au Japon, et finit huitième plus grosse vente de 2006,. Il atteint le million et demi en Europe un an après sa sortie.
Le succès commercial de Mario Kart DS est particulièrement durable. Il est le onzième jeu le plus vendu au Japon en 2007 avec 970 771 unités, cumulant 2,7 millions d’exemplaires vendus. En 2008, il est le dixième jeu le plus vendu aux États-Unis d’après les données du NPD Group, et le 21e au Japon,,.
Au 31 mars 2009, Nintendo estime avoir écoulé à travers le monde 14,6 millions d’exemplaires de Mario Kart DS, ce qui en fait le cinquième plus gros succès sur Nintendo DS.
Au Japon, il est la sixième plus grosse vente de la DS, et le 21e jeu le plus vendu toutes consoles confondues depuis 1995, avec 3,47 millions d’exemplaires au 1er août 2009,. Au total, le jeu s'est écoulé à 23,60 millions d'unités, ce qui en fait le troisième jeu le plus vendu de la console.

### Récompenses
Mario Kart DS a été récompensé à plusieurs reprises au cours de différents événements. À l'issue de l'E3 2005, il est nommé deux fois lors des Game Critics Awards, mais ne remporte finalement aucun prix. Il parvient néanmoins à décrocher le prix du « Meilleur mode multijoueur » et du « Meilleur jeu de course » dans la catégorie Nintendo DS à l'occasion des IGN Best of E3 2005. Le jeu obtient en outre deux propositions aux Interactive Achievement Awards 2006, dans la catégorie « Game Play Engineering » et « Racing Game of the Year ». Le jeu a été nommé dans six catégories différentes lors des Golden Joystick Awards 2006 (classement des jeux selon des catégories définies, et en fonction des votes des joueurs).
Par ailleurs, le jeu a été récompensé par plusieurs sites de presse spécialisée, notamment le magazine GameSpot, qui lui décerne le titre de « Meilleur jeu DS » de l'année 2005 et le nomme à celui de « Meilleur jeu de course » de l'année. GameSpy lui décerne le titre de « Jeu de l'année » sur Nintendo DS, ainsi que celui de « Meilleur jeu de course » et du « Meilleur mode multijoueur » sur ce même support. Il a également été nommé au prix du « Jeu de l'année 2005 », titre finalement remporté par Civilization IV. Enfin, le site IGN, à l'occasion de la remise des IGN.com Best of 2005, décerne à Mario Kart DS pas moins de 6 récompenses, parmi lesquelles le prix du « Jeu de course de l'année » et du « Jeu DS de l'année ».